# Борисов, Михаил Алексеевич (издатель)
Михаил Алексеевич Борисов (1923, Хлевино, Московская губерния — 1988, Москва) — советский журналист, спортивный функционер, издатель. Заслуженный работник культуры РСФСР (1973).

## Биография
Михаил Борисов родился в 1923 году в селе Хлевине Серпуховского уезда Московской губернии (сейчас деревня в Чеховском районе Московской области).
С осени 1941 года участвовал в Великой Отечественной войне. Участвовал в битве за Москву. Окончил Подольское артиллерийское училище, после чего был фронтовым офицером. Демобилизовался в марте 1947 года.
После войны занимался комсомольской работой. В 1948—1949 годах был секретарём Кировского районного комитета ВЛКСМ Москвы.
В 1953 году окончил Московский юридический институт.
Работал в газете «Московский комсомолец». В 1958—1963 годах был её главным редактором. После этого в течение почти десяти лет руководил комплексом спортивных сооружений «Лужники», который во многом благодаря усилиям Борисова стал мощным центром проведения соревнований международного уровня. В этот период было усовершенствовано хозяйство стадиона, улучшено качество площадок.
Был председателем Московской городской федерации футбола. Участвовал в подготовке к проведению летних Олимпийских игр 1980 года, за что был награждён орденом Дружбы народов.
В 1970-е — начале 1980-х годов председателем Московской областной организации Союза журналистов СССР.
В 1972—1987 годах работал директором издательства Московского областного и городского комитетов КПСС «Московский рабочий», ежегодно выпускавшим сотни наименований книг и брошюр многомиллионными тиражами, а также журналы «Городское хозяйство Москвы» и «Строительство и архитектура Москвы». Под руководством Борисова издательство значительно увеличило выпуск московской краеведческой литературы — серий «Биография московского дома», «Биография московского памятника», «Памятники Подмосковья», историко-краеведческого альманаха «Куранты», книг по столичной топонимике, высокохудожественных альбомов. Стало больше печататься книг московских писателей, публицистов, учёных, специалистов. В середине 1970-х годов было модернизировано предоставленное издательству здание (Чистопрудный бульвар, 8). В 1972 году издательство было награждено орденом Трудового Красного Знамени.
Был депутатом Московского городского и областного Советов народных депутатов.
Умер в 1988 году в Москве. Похоронен на Головинском кладбище в Москве.

## Адреса
- Москва, Волоколамское шоссе, 10[4]
- Москва, 3-я Фрунзенская ул., 9[4]